# TJ Baník OKD Ostrava (lední hokej)
TJ Baník OKD Ostrava (celým názvem: Tělovýchovná jednota Baník Ostravsko-karvinské doly Ostrava) byl československý klub ledního hokeje, který sídlil ve městě Ostravě v Severomoravském kraji. Založen byl v roce 1952 jako oddíl ledního hokeje při stejnojmenné DSO. Klub byl založen po zániku ostravského celku SK Viktoria Zárubek. Baník Ostrava se zúčastnil závěrečné kvalifikace skupiny B přeborníku kraje v ročníku 1951-52, kterou vyhrál a postoupil do nejvyšší soutěže. V letech 1952 až 1955 a naposled v ročníku 1957/1958 hrál tehdejší Baník nejvyšší československou hokejovou ligu. V ročníku 1960/61 se stal neoficiálním trenérem a mentorem klubu bývalý mistr světa Vladimír Zábrodský.  V roce 1976 byla ukončena činnost družstva mužů. Definitivní zánik přišel v roce 1980 po rozpadu družstva dorostu a žáků. Klubové barvy byly modrá a bílá.
Své domácí zápasy odehrával na zimním stadionu Josefa Kotase s kapacitou 10 000 diváků.

## Historické názvy
- 1952 – DSO Baník Ostrava (Dobrovolná sportovní organizace Baník Ostrava)
- 1961 – TJ Baník Ostrava (Tělovýchovná jednota Baník Ostrava)
- 1970 – TJ Baník OKD Ostrava (Tělovýchovná jednota Ostravsko-karvinské doly Baník Ostrava)
- 1980 – zánik

## Přehled ligové účasti
Stručný přehled
Zdroj: 
- 1952–1954: 1. liga – sk. C (1. ligová úroveň v Československu)
- 1954–1955: 1. liga – sk. A (1. ligová úroveň v Československu)
- 1955–1956: Celostátní soutěž – sk. A (2. ligová úroveň v Československu)
- 1956–1957: 2. liga – sk. A (2. ligová úroveň v Československu)
- 1957–1958: 1. liga (1. ligová úroveň v Československu)
- 1958–1961: 2. liga – sk. B (2. ligová úroveň v Československu)
- 1961–1962: 2. liga – sk. A (2. ligová úroveň v Československu)
- 1962–1963: 2. liga – sk. B (2. ligová úroveň v Československu)
- 1963–1968: 2. liga – sk. C (2. ligová úroveň v Československu)
- 1968–1969: 2. liga – sk. B (2. ligová úroveň v Československu)
- 1969–1972: 1. ČNHL – sk. B (2. ligová úroveň v Československu)
- 1972–1973: Divize – sk. F (3. ligová úroveň v Československu)
- 1973–1974: 2. ČNHL – sk. C (3. ligová úroveň v Československu)
- 1974–1975: Divize – sk. F (4. ligová úroveň v Československu)
- 1975–1976: Divize – sk. D (4. ligová úroveň v Československu)

Jednotlivé ročníky
Zdroj: 
Legenda: ZČ - základní část, červené podbarvení - sestup, zelené podbarvení - postup, fialové podbarvení - reorganizace, změna skupiny či soutěže
| Československo (1952 – 1976) |                           |           |           |                                          |                       |
| Sezóny                       | Soutěž                    | Úroveň    | ZČ        | Play-off, nadstavba, sk. o udržení...    | Poznámky              |
| 1952/53                      | 1. liga – sk. C           | 1. úroveň | 2. místo  | Finálová skupina (5. místo)              |                       |
| 1953/54                      | 1. liga – sk. C           | 1. úroveň | 4. místo  |                                          | Změna skupiny         |
| 1954/55                      | 1. liga – sk. A           | 1. úroveň | 8. místo  |                                          | Sestup                |
| 1955/56                      | Celostátní soutěž – sk. A | 2. úroveň | 2. místo  |                                          | Reorganizace          |
| 1956/57                      | 2. liga – sk. A           | 2. úroveň | 1. místo  |                                          | Kvalifikace           |
| 1957/58                      | 1. liga                   | 1. úroveň | 12. místo |                                          | Sestup                |
| 1958/59                      | 2. liga – sk. B           | 2. úroveň | 2. místo  |                                          |                       |
| 1959/60                      | 2. liga – sk. B           | 2. úroveň | 5. místo  |                                          |                       |
| 1960/61                      | 2. liga – sk. B           | 2. úroveň | 2. místo  |                                          | Změna skupiny         |
| 1961/62                      | 2. liga – sk. A           | 2. úroveň | 5. místo  |                                          | Změna skupiny         |
| 1962/63                      | 2. liga – sk. B           | 2. úroveň | 6. místo  |                                          | Změna skupiny         |
| 1963/64                      | 2. liga – sk. C           | 2. úroveň | 5. místo  |                                          |                       |
| 1964/65                      | 2. liga – sk. C           | 2. úroveň | 5. místo  |                                          |                       |
| 1965/66                      | 2. liga – sk. C           | 2. úroveň | 5. místo  |                                          |                       |
| 1966/67                      | 2. liga – sk. C           | 2. úroveň | 6. místo  |                                          |                       |
| 1967/68                      | 2. liga – sk. C           | 2. úroveň | 6. místo  |                                          | Změna skupiny         |
| 1968/69                      | 2. liga – sk. B           | 2. úroveň | 7. místo  |                                          | Reorganizace          |
| 1969/70                      | 1. ČNHL – sk. B           | 2. úroveň | 9. místo  |                                          |                       |
| 1970/71                      | 1. ČNHL – sk. B           | 2. úroveň | 13. místo |                                          |                       |
| 1971/72                      | 1. ČNHL – sk. B           | 2. úroveň | 13. místo |                                          | sk. o udr.            |
| 1972/73                      | Divize – sk. F            | 3. úroveň | 1. místo  |                                          | Reorganizace          |
| 1973/74                      | 2. ČNHL – sk. C           | 3. úroveň | 8. místo  |                                          | Sestup                |
| 1974/75                      | Divize – sk. F            | 4. úroveň | 1. místo  | Kvalifikace o 2. ČNHL – sk. B (2. místo) | Změna skupiny         |
| 1975/76                      | Divize – sk. D            | 4. úroveň | 4. místo  |                                          |                       |
| 1976/77                      | Divize – sk. D            | 4. úroveň | –. místo  |                                          | Odstoupení ze soutěže |